# Thermocouple
Pour les articles homonymes, voir CTE.
Un thermocouple, ou couple thermoélectrique (CTE), est, en physique, un couple de matériaux dont l'effet Seebeck, découvert en 1821 par le physicien allemand Thomas Johann Seebeck, est utilisé pour la mesure de la température. Ils sont bon marché et permettent la mesure dans une grande gamme de températures. La principale limite est la précision obtenue. Il est relativement difficile d'obtenir des mesures avec une incertitude inférieure à 0,1 °C.

## Principes de la mesure

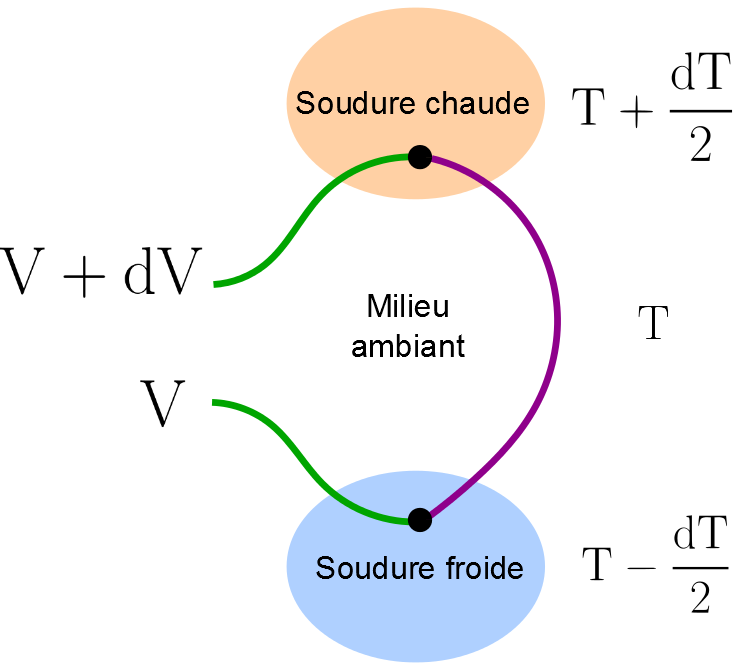
Schéma de principe de l'effet Seebeck

### L'effet Seebeck
Lorsque deux métaux sont utilisés pour former une boucle ouverte (pas de courant circulant dans les fils) (voir schéma ci-contre), un potentiel électrique peut être généré entre les deux bornes non reliées de la boucle s'il existe un gradient de température dans la boucle. Le potentiel électrique généré peut être calculé à partir de l'équation suivante : {\displaystyle dV=S_{ab}(T).dT}
{\displaystyle S_{ab}} est nommé coefficient Seebeck (les indices a et b représentent la nature différente des métaux employés) ou coefficient de sensibilité.

### Montage d'un thermocouple

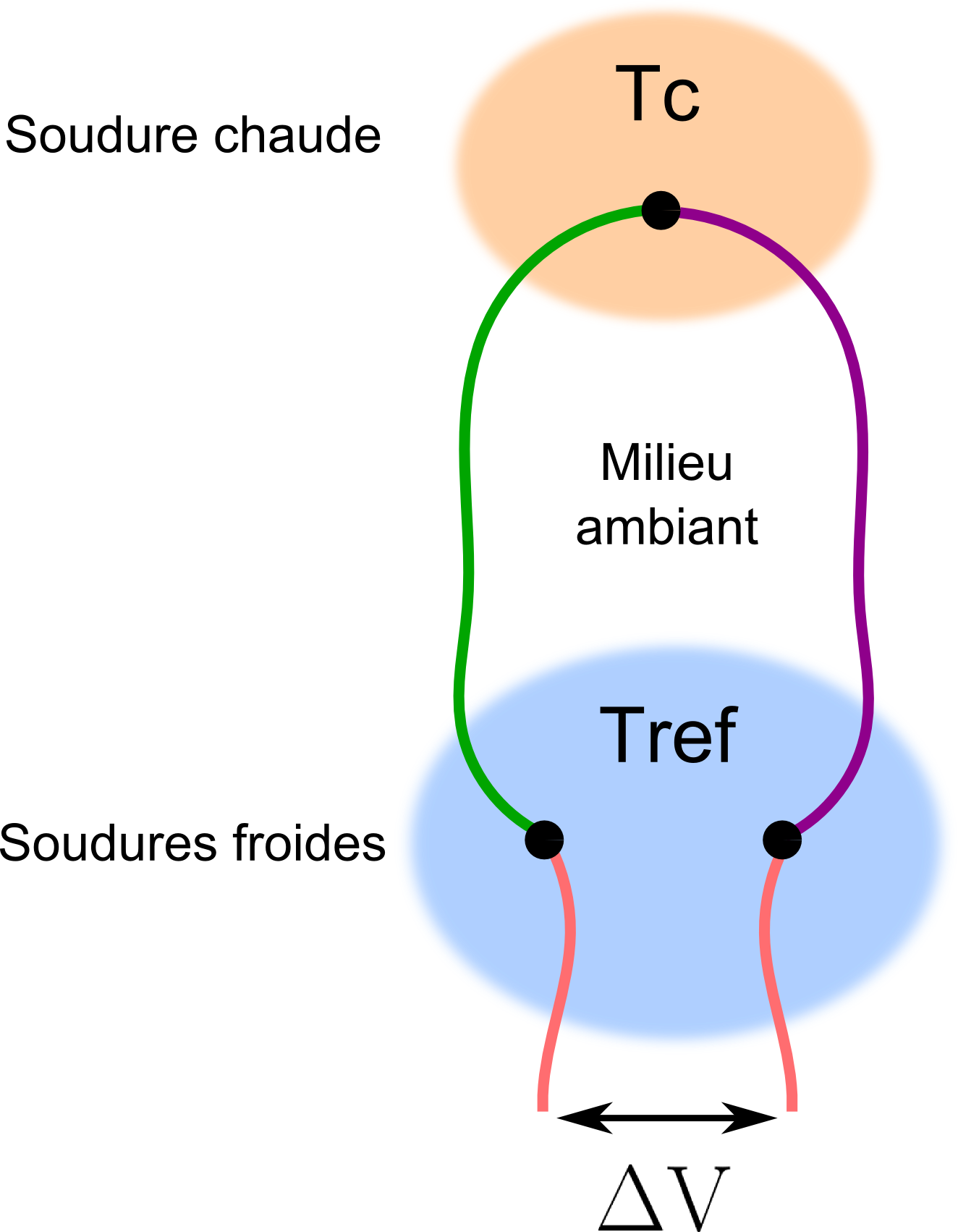
Schéma de montage d'un thermocouple

Un thermocouple est un montage exploitant l'effet Seebeck pour la détermination de la température. Celui-ci est constitué de deux fils de métaux différents, soudés à l'une de leurs extrémités. Cette jonction porte le nom usuel de « soudure chaude » et sera installé dans le milieu dont la température est à mesurer. Les deux autres extrémités sont à relier aux bornes d'un voltmètre. Les deux jonctions formées aux bornes du voltmètre portent le nom usuel de « soudures de référence » ou « soudures froides ».
Afin que la conversion de la tension mesurée en température soit facilitée, il est nécessaire de s'assurer que les deux « soudures de référence » se trouvent à la même température. Pour cela, il est possible d'utiliser ce qui est couramment appelée « boîte de référence » ou « boîte froide ».
La tension mesurée par le voltmètre est fonction de la température de la « soudure chaude » et de la température des « soudures froides » et peut être calculée à partir de l'expression suivante :
{\displaystyle \Delta V=\int _{Tref}^{Tc}S_{ab}(\theta )\,\mathrm {d} \theta \,\!}
Afin de déterminer la température de la soudure chaude, il est nécessaire de connaitre la température des « soudures froides ». Ceci peut être réalisé, par exemple, à partir d'un capteur de température de type thermorésistif (typiquement une thermorésistance de platine pt100 ou pt1000).
À partir de la connaissance de l'évolution du coefficient Seebeck des métaux utilisés en fonction de la température, il est possible de déterminer la température de la « soudure chaude ».
En pratique, ce n'est pas le coefficient Seebeck qui est employé mais la FEM (force électro-motrice), la tension générée par un thermocouple dont la température de référence est maintenue à 0 °C (glace fondante). La température est calculée à partir de la FEM en utilisant des équations polynomiales. Ces relations, ainsi que des tables de référence qui en sont déduites, sont données dans la norme internationale IEC 60584-1.
La plupart des montages ne permettent pas de maintenir une température de référence à 0 °C. L'usage direct des tables de l'IEC 60584-1 n'est pas possible. Il est alors nécessaire d'avoir recours à un système de compensation de tension.

### Compensation en tension
La procédure est la suivante. Le voltmètre (ou assimilé) mesure la tension {\displaystyle \Delta V}. On mesure par un moyen annexe la température de « soudure froide ». Cette température est convertie en tension à l'aide des tables qui caractérisent le thermocouple considéré. Cette tension de compensation est ajoutée à la tension mesurée par le voltmètre, afin de déterminer la tension aux bornes de la « soudure chaude ». Cette tension corrigée est enfin convertie en température à l'aide des tables d'étalonnage, utilisées ici dans l'autre sens. Le matériau utilisé par les câbles du voltmètre (en général, du cuivre), n'entre pas en compte dans le calcul, pourvu que les deux « soudures froides » soient à la même température. En général elles sont très proches l'une de l'autre. Les « soudures froides » créent donc un thermocouple de même type que la « soudure chaude », mais de polarité opposée. L'influence du métal intermédiaire (le cuivre du Voltmètre) s'annule.

### Vieillissement et étalonnage
Un thermocouple est une entité dont les caractéristiques changent vite juste après sa fabrication (oxydation), et restent très stables ensuite. Il est ainsi utile de « vieillir » un nouveau thermocouple en le portant pendant longtemps aux températures où il devra servir. Il faut ensuite l'étalonner pour tabuler sa FEM.

## Types de thermocouples
Un thermocouple peut être formé à partir de n'importe quel couple de métaux. En pratique, pour des questions de coût, de sensibilité, de gamme de mesure, d'oxydation, de résistance mécanique, etc., les couples de métaux utilisés sont restreints.
La liste suivante répertorie les thermocouples dont ceux cités dans les normes internationales,.
Dans la liste qui suit, il est indiqué usage « continu » et « intermittent » pour les plages de températures. Chaque type de thermocouple peut être utilisé dans toute sa plage d'usage intermittent. Cependant, utiliser un thermocouple hors de sa plage d'usage continu trop longtemps peut dégrader le thermocouple et ses performances, il est donc conseillé de ne l'utiliser dans cette plage d'usage intermittent que de manière ponctuelle.

### À base de métaux usuels

#### Type E
- Composition : Chromel (alliage nickel + chrome (10 %)) / Constantan (alliage nickel + cuivre (45 %))
- Usage continu de 0 à 800 °C ; usage intermittent de −40 à 900 °C[4].
- Thermocouple à la FEM la plus élevée.
- N'a aucune réponse magnétique.
- Utilisation sous atmosphère inerte ou oxydante.
- Couleurs selon CEI 584-3 : Gaine Violet / + Violet / - Blanc
- Couleurs selon NF C 42-323 1985 : Gaine Rouge / + Jaune / - Rouge
- Couleurs selon ANSI MC96-1 : Gaine Violet / + Violet / - Rouge

#### Type J
- Composition : fer / Constantan (alliage nickel + cuivre)
- Usage continu de -20 à 700 °C ; usage intermittent de −180 à 750 °C. Sa table de référence s'étend au-delà de 1 000 °C[4].
- Usage en atmosphère inerte ou réductrice. Se dégrade rapidement en milieu oxydant au-delà de 400 °C. S'oxyde en milieu humide.
- Couleurs selon CEI 584-3 : Gaine Noir / + Noir / - Blanc
- Couleurs selon NF C 42-323 1985 : Gaine Noir / + Jaune / - Noir
- Couleurs selon ANSI MC96-1 : Gaine Noir / + Blanc / - Rouge

#### Type K
- Composition : Chromel (alliage nickel + chrome) / Alumel (alliage nickel + aluminium (5 %) + silicium)
- Usage continu de 0 à 1 100 °C ; usage intermittent de −180 à 1 200 °C. Sa table de référence s'étend à 1 370 °C[4].
- Stabilité moins satisfaisante que d'autres thermocouples : Son hystérésis entre 300 et 550 °C provoque plusieurs degrés d'erreur. Au-dessus de 800 °C, l'oxydation provoque progressivement sa dérive hors de sa classe de tolérance.
- Bonne tenue aux radiations.
- Utilisation sous atmosphère inerte ou oxydante.
- Thermocouple le plus courant. Il est bon marché.
- Couleurs selon CEI 584-3 : Gaine Vert / + Vert / - Blanc
- Couleurs selon NF C 42-323 1985 :
  - KC : Gaine Violet / + Jaune / - Violet
  - VC : Gaine Marron / + Jaune / - Rouge
  - WC : Gaine Blanc / + Jaune / - Blanc
- Couleurs selon ANSI MC96-1 : Gaine Jaune / + Jaune / - Rouge
- Comme les couleurs varient avec les fabricants, voici un moyen infaillible de reconnaître le type de conducteur : l'alumel est vivement attiré par un petit aimant puissant (Chromel = + / Alumel = -).

#### Type N
- Composition : Nicrosil (alliage nickel + chrome (14 %) + silicium (1,5 %)) / Nisil (alliage nickel + silicium (4,5 %) + magnésium (0,1 %))
- Usage continu de 0 à 1 150 °C ; usage intermittent de −270 à 1 280 °C[4].
- Stabilité supérieure aux autres thermocouples courants.
- Bonne tenue au cyclage thermique.
- Bonne tenue aux radiations.
- Utilisation sous atmosphère inerte ou oxydante.
- Voué à remplacer le thermocouple K, voire d'autres thermocouples courants.
- Couleurs selon CEI 584-3 : Gaine Rose / + Rose / - Blanc
- Couleurs selon NF C 42-323 1985 : Non normalisé
- Couleurs selon ANSI MC96-1 : Gaine Orange / + Orange / - Rouge

#### Type T
- Composition : cuivre / Constantan (alliage cuivre + nickel)
- Usage continu de −185 à 300 °C ; usage intermittent de −250 à 400 °C[4].
- Répétabilité exceptionnelle de +/-0,1 °C de −200 à 200 °C.
- Forte conductivité thermique du cuivre.
- Couleurs selon CEI 584-3 : Gaine Marron / + Marron/ - Blanc
- Couleurs selon NF C 42-323 1985 : Gaine Violet / + Jaune / - Blanc
- Couleurs selon ANSI MC96-1 : Gaine Bleu / + Bleu / - Rouge

#### Type M ou NiMo/NiCo
- Composition : Nickel Molybdène 18 % (fil positif) / Nickel Cobalt 0,8 % (fil négatif)
- Autres appellations Ni/NiMo18 % / NiMo / Ni/NiMo
- Usage de 400 à 1 370 °C
- Utilisé dans des fours sous vide lorsque la température ne dépasse pas 1 370 °C
- Utilisé dans les fours sous atmosphère hydrogénée
- La norme ASTM E1751 reproduit un tableau de la FEM.
- La compensation se fait avec du câble d’extension K, de même les connecteurs compensés sont de type K
- Non normalisé.

### À base de métaux nobles

#### Type R
- Composition : platine-rhodium (13 %) / platine
- Usage continu de 0 à 1 600 °C ; usage intermittent de 0 à 1 700 °C[4].
- FEM légèrement plus élevée que pour le S. Stabilité plus élevée que le S.
- Couleurs selon CEI 584-3 : Gaine Orange / + Orange / - Blanc
- Couleurs selon NF C 42-323 1985 : Gaine Vert / + Jaune / - Vert
- Couleurs selon ANSI MC96-1 : Gaine Vert / + Noir / - Rouge

#### Type S
- Composition : platine-rhodium (10 %) / platine
- Usage continu de 0 à 1 550 °C ; usage intermittent de 0 à 1 700 °C[4].
- Résistance élevée à la corrosion et à l'oxydation.
- Se pollue facilement.
- Couleurs selon CEI 584-3 : Gaine Orange / + Orange / - Blanc
- Couleurs selon NF C 42-323 1985 : Gaine Vert / + Jaune / - Vert
- Couleurs selon ANSI MC96-1 : Gaine Vert / + Noir / - Rouge

#### Type B
- Composition : platine-rhodium (30 %) / platine-rhodium (6 %)
- Usage continu de 100 à 1 600 °C ; usage intermittent de 0 à 1 800 °C[4].
- Mauvaise précision en dessous de 600 °C.
- Compensation de soudure froide négligeable de 0 à 50 °C.
- Couleurs selon CEI 584-3 : Non normalisé
- Couleurs selon NF C 42-323 1985 : Gaine Noir / + Jaune / - Noir
- Couleurs selon ANSI MC96-1 : Gaine Noir / + Noir / - Rouge

### À base de métaux réfractaires

#### Type C (Ou W5)
- Composition : tungstène-rhénium (5 %) / tungstène-rhénium (26 %)
- Usage continu de 50 à 1 820 °C ; usage intermittent de 20 à 2 300 °C[4].
- FEM élevée et linéaire à haute température. Ne convient pas pour des mesures en dessous de 400 °C.
- Prix élevé, difficile à fabriquer, fragile.
- Utilisation sous atmosphère inerte. Déconseillé en milieu oxydant.
- Non normalisé.

#### Type G (Ou W)
- Composition : tungstène / tungstène-rhénium (26 %)
- Usage continu de 20 à 2 320 °C ; usage intermittent de 0 à 2 600 °C[4].
- FEM élevée et linéaire à haute température. Ne convient pas pour des mesures en dessous de 400 °C.
- Utilisation sous atmosphère inerte. Déconseillé en milieu oxydant.
- Non normalisé.

#### Type D (Ou W3)
- Composition : tungstène-rhénium (3 %) / tungstène-rhénium (25 %)
- Usage continu de 20 à 2 320 °C ; usage intermittent de 0 à 2 600 °C[4].
- FEM élevée et linéaire à haute température. Ne convient pas pour des mesures en dessous de 400 °C.
- Utilisation sous atmosphère inerte. Déconseillé en milieu oxydant.
- Non normalisé.

## Sélection

### La plage à mesurer
La première chose importante à prendre en compte est de faire coïncider la plage de température à mesurer avec la plage d'utilisation optimum du thermocouple.

### Évolution de la FEM en fonction de la température

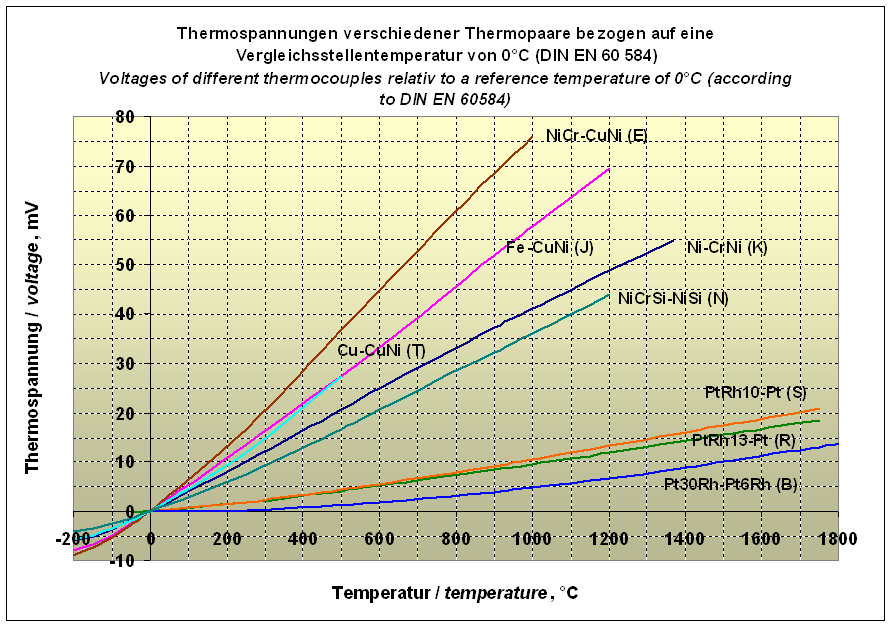
Variation de la différence de potentiel en fonction de la température pour différents thermocouples.

La différence de potentiel (ou FEM) générée par un thermocouple est fonction du coefficient Seebeck du thermocouple, de la température de la soudure chaude et de la température des soudures froides.
En pratique, cette FEM est souvent représentée en imposant la température des soudures froides à 0 °C.
L'évolution de la FEM en fonction de la température de la soudure chaude, pour une jonction de référence maintenue à 0 °C, n'est pas linéaire (seule la courbe du thermocouple de type K, sur une plage de température très restreinte, peut être considérée comme constante).
Un thermocouple dont la FEM varie de manière importante permet de faire des mesures avec une plus grande sensibilité. Ainsi la mesure est plus précise.
Certaines utilisations des thermocouples, notamment en milieu industriel, se font dans des conditions où la pression et la température peuvent être élevées. Cela peut modifier la précision et la vitesse d'usure du thermocouple. Il faut par conséquent se tourner vers des thermocouples avec des précisions parfois moindres mais ayant des résistances particulières par rapport aux milieux d'utilisation.